# حسن سلامه
حسن سلامه (عربی: حسن سلامة؛ زاده: ۱۹۱۳ – درگذشته: ۲ ژوئن ۱۹۴۸) رهبر گروه‌های مسلح عرب که در دوران انقلاب عربی فلسطین ۱۹۳۶–۱۹۳۹ علیه یهودیان و بریتانیا مبارزه کرد.

## زندگی‌نامه
حسن سلامه یکی از رهبران ارتش جهاد مقدس در جنگ ۱۹۴۸ بود. او در دهکده قوله در شهرستان لد در سال ۱۹۱۲ به دنیا آمد. او در تظاهرات خونین یافا در سال ۱۹۳۳ شرکت کرد و توسط حکومت بریتانیا تحت تعقیب قرار گرفت و به روستاهایی که برای انقلاب فراخوان می‌دادند پناه برد.

## فعالیت‌ها

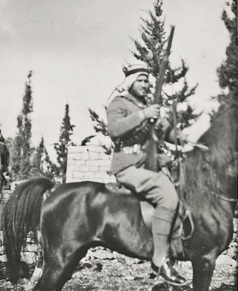
حسن سلامه با تفنگ در دست و سوار بر اسب در طول شورش در فلسطین تحت قیمومیت، ۱۹۳۹

سعید السبع می‌گوید که حسن سلامه، فرمانده منطقه مرکزی غربی ارتش جهاد مقدس بود و این عکس او را در داخل یک پناهگاه در مقر خود در ساختمان رجا در نزدیکی شهر ارمله نشان می‌دهد که این عکس را روزنامه المصور مصر در تاریخ ۱۲/۱/۱۹۴۸ منتشر کرد.
حسن سلامه فرمانده نیروهای فداییان در منطقه الرمله، در شرق یافا بود. همرزمانش که در مبارزه نبرد رأس العین کشته شدند عبارت است از: جمعه یوسف عبدالجلیل (ابو یوسف)، فایز حسن سالم (ابو حسن) و عیسی عبدالفتاح عبدالهادی (ابوزید). مقر او روستای العباسیه بود، از جمله اهالی روستای العباسیه که به او یاری رساندند محمود درویش و حسین حماد می‌باشند.

## درگذشت
او طراحی و فرماندهی جنگهای پیروزمندی را برعهده داشت، در جنگ رأس العین در شمال غربی بیت‌المقدس در حالی که فرماندهی حمله علیه مقرات باندهای صهیونیست‌ها را بر عهده داشت در ۳۱ مه ۱۹۴۸ از ناحیه ریه سمت چپ مجروح شد و او را به بیمارستان منتقل کردند ولی نفراتش به جنگ علیه دشمن آنقدر ادامه دادند تا اینکه دشمن را از راس العین بیرون کردند؛ فرمانده حسن سلامه در روز دوم ژوئن ۱۹۴۸ به قتل رسید.